# The Boxer Rebellion
The Boxer Rebellion is een alternatieve-rockband die rond 2001 ontstond in Londen.

## Geschiedenis
In 2000 verhuisde zanger Nathan Nicholson van de Verenigde Staten naar Londen na de dood van zijn moeder. Hij leerde gitarist Todd Howe kennen via het internet, hetgeen leidde tot een hechte vriendschap en de eerste stappen naar een band.
Al gauw leerden ze drummer Piers Hewitt kennen, met wie ze hun eerste project "Slippermen" startten. Rob Loflin, een vriend van Nicholson uit Tennessee, was de bassist tijdens de eerste sessies. Toen deze de band verliet, werd hij vervangen door de huidige bassist Adam Harrison, die samen met Hewitt was afgestudeerd aan de London Music School. Als "Slippermen" maakten ze een single en een ep.
Nadat ze de band hadden hernoemd tot The Boxer Rebellion en hun geluid fors hadden aangepast, speelden ze in juni 2003 op het Glastonbury Festival. In de "New Bands" tent speelden ze voorafgaand aan Keane. Kort na hun optreden tekenden ze bij het platenlabel Poptones.
Na het uitbrengen van hun debuut-ep zou de band gaan toeren met The Killers, maar tijdens een tour met The Raveonettes werd Nicholson ernstig ziek. Na een blindedarmperforatie onderging hij een operatie van vijf uur, waarna een herstelperiode van enkele maanden volgde. De geplande tour moesten ze afzeggen.
In 2005 kwam het debuutalbum Exits uit. Twee weken later hield het label Poptones op te bestaan, waarna de band hun optredens in heel Europa zelf financierden. Terwijl ze voorprogramma's verzorgden voor Editors, Lenny Kravitz en Gary Numan ging de band door met het schrijven en opnemen van nummers.
Hun tweede, zelf gefinancierde, album Union kwam uit op iTunes in januari 2009.
In mei 2011 heeft het Nederlandse online magazine ZUBB samen met de band straatopnamen gemaakt van de nummers Memo, Step Out Of The Car en Locked In The Basement en uitgebracht op YouTube onder de naam ZUBBsessions.
Op 17 mei 2013 verscheen hun vierde studioalbum Promises, zowel op lp als cd.
Gitarist Todd Howe maakte op 29 april 2014 bekend de band definitief te verlaten. Hij werd vervangen door Andrew Smith.
Op 29 april 2016 is hun 5de studioalbum genaamd Ocean by Ocean verschenen.

## Verschijningen in de media

### Televisie
- Lethal Weapon (televisieserie) – Here I Am
- MLB on Fox Sports 1 – Keep Moving
- Trigger Happy TV – Weapon, Big Ideas
- US Open on Fox – Keep Moving
- Bull (2016 televisieserie) – A Redemption
- The Royals – You Can Love Me
- Kentucky Derby Promo – Firework
- Beauty & the Beast – Keep Moving
- NCIS – Caught by the Light
- Human Target – Semi-Automatic
- Grey's Anatomy – Both Sides Are Even, New York, You Belong to Me, Dream
- Royal Pains – Doubt
- One Tree Hill – Both Sides Are Even, Semi-Automatic
- 24/7 (HBO) – Both Sides Are Even
- Ghost Whisperer – Spitting Fire
- Huge – Soviets
- CSI: New York – Locked in the Basement
- A Gifted Man – Both Sides Are Even
- Nikita – Caught by the Light
- The Vampire Diaries – Code Red, Dream
- The Originals (televisieserie) – Promises
- The Forgotten – Silent Movie
- Accidentally on Purpose – Soviets
- Lincoln Heights – Soviets
- Being Human (Noord-Amerikaanse televisieserie) – Both Sides Are Even
- Long Way Down – Semi-Automatic
- Shameless – Both Sides Are Even, Caught by the Light, Code Red
- Legit (2013 televisieserie) – Keep Moving
- Forever – New York
- Shadowhunters− Here I Am

### Film
- Going the Distance – If You Run, Spitting Fire, Evacuate
- The Art of Getting By – Spitting Fire
- Flying Lessons – Flashing Red Light Means Go
- The Dead Outside – Evacuate
- Room – Dream

### Videogames
- Rocksmith – Step Out of the Car
- FIFA Football 2004 – Watermelon

### Commercials
- Buick 'Power' commercial – Spitting Fire
- Draper – Big Ideas
- National Geographic brand Anthem – Keep Moving

### Soundtrackalbums
- Batman: Arkham City – Losing You
- Going the Distance – If You Run, Spitting Fire
- Long Way Down – The Gospel of Goro Adachi

## Discografie

### Studioalbums
- 2005: Exits
- 2009: Union
- 2011: The Cold Still
- 2013: Promises
- 2016: Ocean by Ocean
- 2018: Ghost Alive

### Livealbums
- 2009: iTunes Live from London (iTunes exclusive)
- 2011: Live in Tennessee
- 2014: Live at the Forum

### Compilaties
- 2012: B-Sides & Rarities Collection, Vol. 1 & 2 (download albums)

### Ep's
- 2003: The Boxer Rebellion EP (500 stuks waarvan 100 gesigneerd door de band in goud)
- 2004: Work in Progress [promo]

## Singles
| Jaar                                                                               | Titel                       | Peak chart positions | Peak chart positions | Peak chart positions | Peak chart positions | Album            |
| Jaar                                                                               | Titel                       | VK                   | NL                   | SCO                  | VS Rock              | Album            |
| ---------------------------------------------------------------------------------- | --------------------------- | -------------------- | -------------------- | -------------------- | -------------------- | ---------------- |
| 2003                                                                               | Watermelon                  | 187                  | —                    | —                    | —                    | Exits            |
| 2004                                                                               | In Pursuit                  | 57                   | —                    | 90                   | —                    | non-album single |
| 2004                                                                               | Code Red                    | 61                   | —                    | 80                   | —                    | non-album single |
| 2007                                                                               | All You Do Is Talk          | —                    | —                    | —                    | —                    | Exits            |
| 2007                                                                               | World Without End           | —                    | —                    | —                    | —                    | Exits            |
| 2008                                                                               | Evacuate                    | —                    | —                    | —                    | —                    | Union            |
| 2009                                                                               | Flashing Red Light Means Go | —                    | —                    | —                    | —                    | Union            |
| 2009                                                                               | Semi-Automatic              | —                    | —                    | —                    | —                    | Union            |
| 2011                                                                               | Step Out of the Car         | —                    | —                    | —                    | —                    | The Cold Still   |
| 2011                                                                               | The Runner                  | —                    | —                    | —                    | —                    | The Cold Still   |
| 2011                                                                               | No Harm                     | —                    | —                    | —                    | —                    | The Cold Still   |
| 2013                                                                               | Diamonds                    | —                    | 27                   | —                    | —                    | Promises         |
| 2013                                                                               | Keep Moving                 | —                    | —                    | —                    | —                    | Promises         |
| 2014                                                                               | Promises                    | —                    | —                    | —                    | —                    | Promises         |
| 2014                                                                               | Always                      | —                    | —                    | —                    | —                    | Promises         |
| 2016                                                                               | Big Ideas                   | —                    | —                    | —                    | 42                   | Ocean by Ocean   |
| 2016                                                                               | Weapon                      | —                    | —                    | —                    | —                    | Ocean by Ocean   |
| 2016                                                                               | Let's Disappear             | —                    | —                    | —                    | —                    | Ocean by Ocean   |
| 2017                                                                               | WTF                         | —                    | —                    | —                    | —                    | Ghost Alive      |
| 2017                                                                               | Love Yourself               | —                    | —                    | —                    | —                    | Ghost Alive      |
| 2018                                                                               | Here I Am                   | —                    | —                    | —                    | —                    | Ghost Alive      |
| "—" geeft single aan die niet in de hitlijsten is opgenomen of niet is uitgebracht |                             |                      |                      |                      |                      |                  |

## Hitnoteringen

### Albums
| Album met eventuele hitnotering(en) in de Nederlandse Album Top 100 | Datum van verschijnen | Datum van binnenkomst | Hoogste positie | Aantal weken | Opmerkingen |
| ------------------------------------------------------------------- | --------------------- | --------------------- | --------------- | ------------ | ----------- |
| Exits                                                               | 25-09-2009            | -                     |                 |              |             |
| Union                                                               | 25-09-2009            | -                     |                 |              |             |
| iTunes live from London                                             | 2009                  | -                     |                 |              | Livealbum   |
| The cold still                                                      | 11-02-2011            | 19-02-2011            | 94              | 1            |             |
| Promises                                                            | 17-05-2013            | 27-07-2013            | 13              | 17           |             |
| Ocean by Ocean                                                      | 29-04-2016            | -                     |                 |              |             |
| Ghost Alive                                                         | 23-03-2018            | -                     |                 |              |             |

### Singles
| Single met eventuele hitnotering(en) in de Nederlandse Top 40 | Datum van verschijnen | Datum van binnenkomst | Hoogste positie | Aantal weken | Opmerkingen                 |
| ------------------------------------------------------------- | --------------------- | --------------------- | --------------- | ------------ | --------------------------- |
| Diamonds                                                      | 2013                  | 24-08-2013            | 30              | 3            | Nr. 27 in de Single Top 100 |

### Ep's
- 2003: The Boxer Rebellion EP (500 stuks, waarvan 100 gesigneerd door de band in goud)
- 2004: Work In Progress (promo)

### NPO Radio 2 Top 2000
| Nummer met noteringen in de NPO Radio 2 Top 2000 | '14 | '15 | '16 | '17 | '18 | '19 | '20 | '21 | '22 | '23 | '24 |
| ------------------------------------------------ | --- | --- | --- | --- | --- | --- | --- | --- | --- | --- | --- |
| Diamonds                                         | 871 | 662 | 480 | 486 | 576 | 510 | 522 | 474 | 415 | 484 | 446 |

1. ↑  Een vetgedrukt getal geeft de hoogste notering aan.
2. ↑  2014 was het eerste jaar met een notering voor dit nummer.